# منتخب أيرلندا الشمالية تحت 19 سنة لكرة القدم
منتخب أيرلندا الشمالية تحت 19 سنة لكرة القدم (بالإنجليزية: Northern Ireland national under-19 football team) هو ممثل أيرلندا الشمالية الرسمي في المنافسات الدولية في كرة القدم في فئة كرة قدم للرجال تحت 19 سنة، يديريه الاتحاد الأيرلندي لكرة القدم.